# Чумиш
Чумѝш (на руски: Чумыш) е река в Русия, Южен Сибир, Кемеровска област и Алтайски край десен приток на река Об. Дължината ѝ е 644 km, която ѝ отрежда 116-о място по дължина сред реките на Русия. С лявата съставяща я река Кара Чумиш дължината на река Чумиш става 817 km.
Река Чумиш се образува на 289 m н.в. в югозападната част на Кемеровска област от сливането на двете съставящи я реки Кара Чумиш (лява, 173 km) и Том Чумиш (дясна, 110 km), които водят началото си от централната част на Салаирския кряж (Салаирското възвишение). В горното течение, което преминава през Салаирския кряж Чумиш е типична планинска река с множество бързеи и прагове, като изменя посоката на течението си във всички посоки. След село Елцовка, Алтайски край навлиза в Бийско-Чумишките възвишения, където течението ѝ се успокоява, долината ѝ се разширява, а посоката ѝ става основно северозападна, но със стотици завои и меандри. След село Запливино, Алтайски край завива на запад, а след това и на югозапад, като протича през Предсалаирската равнина. Тук долината ѝ става широка, течението бавно, с множество меандри, завои, старици и протоци. Влива се отдясно в река Об при неговия 3333 km, на 125 m н.в., на 6 km южно от село Язово, Алтайски край.
Водосборният басейн на Чумиш обхваща площ от 23 900 km2, което представлява 0,8% от водосборния басейн на река Об. Във водосборния басейн на реката попадат части от териториите на Алтайски край, Кемеровска и Новосибирска област. Десният водосборен басейн на реката заема 68% от целия вособорен басейн и обхваща югозападната част на Салаирския кряж (Салаирското възвишение) и Предсалаирската равнина.
Границите на водосборния басейн на реката са следните:
- на запад – водосборния басейн на река Иня, десен приток на Об;
- на север – водосборните басейни на реките Берд и Иня, десни притоци на Об.
- на изток – водосборния басейн на река Том, десен приток на Об;
- на юг – водосборния басейн на река Бия (дясна съставяща на Об);
- на югозапад – водосборния басейн на река Голяма Речка и други по-малки десни притоци на Об;

Река Катун получава 51 притока с дължина над 10 km, като 5 от тях са дължина над 100 km. По-долу са изброени всичките тези реки, за които е показано на кой километър по течението на реката се вливат, дали са леви (→) или (←), тяхната дължина, площта на водосборния им басейн (в km2) и мястото където се вливат.
- 644 → Кара Чумиш 173 / 970 (лява съставяща), Кемеровска област
- 644 ← Том Чумиш 110 / 526 (дясна съставяща), Кемеровска област
- 370 ← Уксунай 165 / 2600, при село Бураново, Алтайски край
- 305 ← Сунгай 103 / 1480, при село Заречное, Алтайски край
- 260 ← Аламбай 140 / 1960, при град Заринск, Алтайски край

Подхранването на река Чариш е смесено, като преобладава снежното. Среден годишен отток при посьолок Талменка, Алтайски край (на 74 km от устието) 146 m3/s. Замръзва през първата половина на ноември, а се размразява през втората половина на април.
Средномесечен отток на река Чумиш (m3/s) при станция Талменка за последните 56 години.
По течението на реката в Алтайски край са разположени: град Заринск, посьолок Талменка (районен център) и селата Елцовка и Китманово (районни центрове)
До 1960-те години реката е била плавателна до село Мартиново при пълноводие и до град Заринск при маловодие, но с построяването на шосетата от Бийск и Барнаул до градовете в Кемеровска област значението на водния път по нея спира и коритото и не се поддържа за корабоплаване. Сега реката е плавателна за малки съдове (лодки) до село Елцовка (при 484 km).